# 히마찰프라데시주
히마찰프라데시주(영어: Himachal Pradesh, 힌디어: हिमाचल-प्रदेश)는 인도 북부에 위치한 주로 주도는 심라이다. 1971년 1월 25일 주로 승격되었다.
동쪽으로는 중화인민공화국 티베트 자치구와 국경을 접하며 북쪽으로는 잠무 카슈미르, 남서쪽으로는 펀자브주, 남쪽으로는 하리아나주와 우타르프라데시주, 남동쪽으로는 우타라칸드주와 접한다. 대부분의 지역이 산간 지형이며 티베트 망명 정부의 근거지인 다람살라가 위치한다.

## 인구
| 연도    | 인구      | ±%     |
| ------- | --------- | ------ |
| 1901    | 1,920,294 | —      |
| 1911    | 1,896,944 | −1.2%  |
| 1921    | 1,928,206 | +1.6%  |
| 1931    | 2,029,113 | +5.2%  |
| 1941    | 2,263,245 | +11.5% |
| 1951    | 2,385,981 | +5.4%  |
| 1961    | 2,812,463 | +17.9% |
| 1971    | 3,460,434 | +23.0% |
| 1981    | 4,280,818 | +23.7% |
| 1991    | 5,170,877 | +20.8% |
| 2001    | 6,077,900 | +17.5% |
| 2011    | 6,864,602 | +12.9% |
| Source: |           |        |